# Johan Bernhard Wittkamp

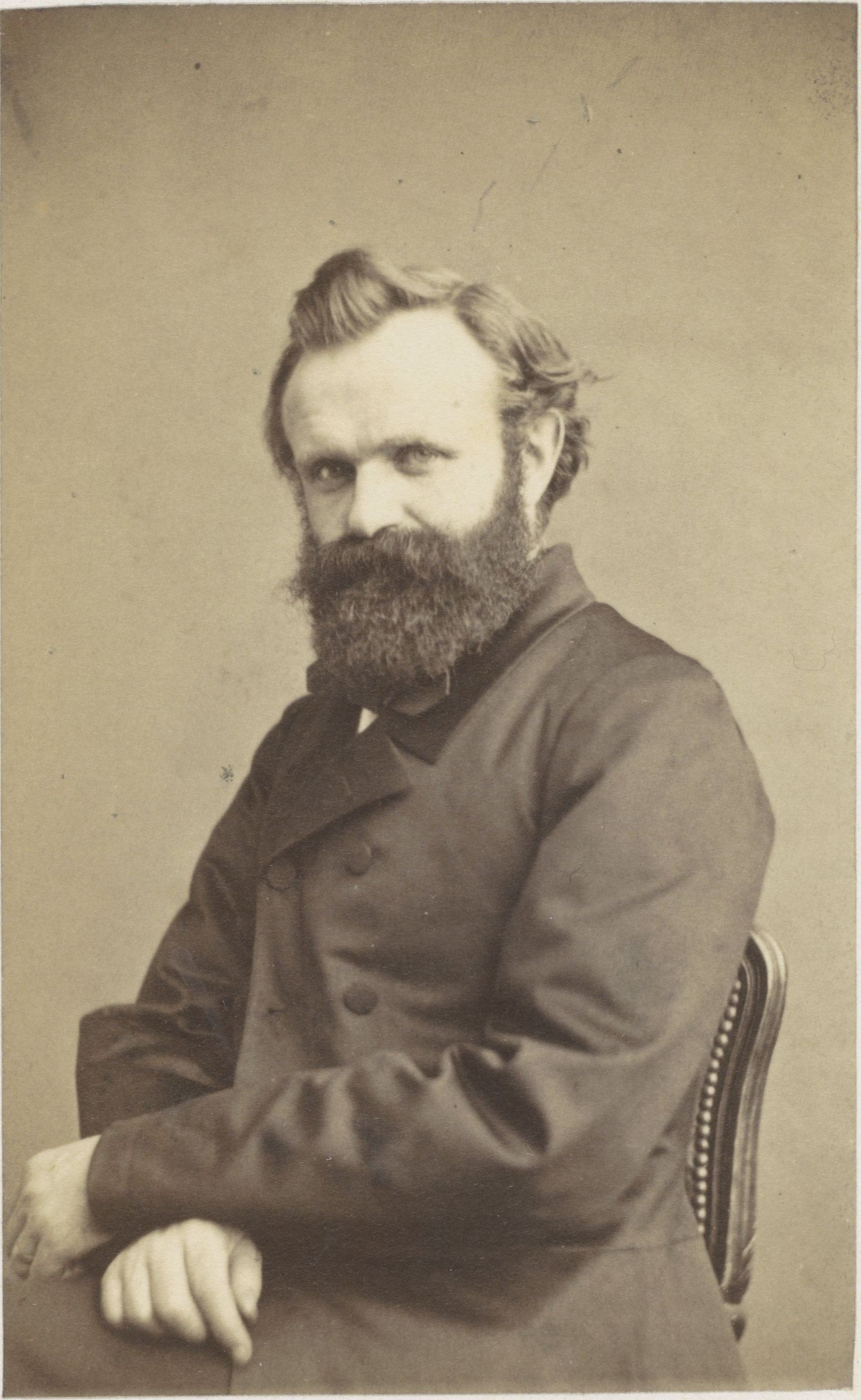
Johann Bernhard Wittkamp

Johan Bernhard Wittkamp (* 20. September 1820 in Riesenbeck; † 15. Juni 1885 in Antwerpen) war ein belgisch-niederländischer Genremaler, Radierer und Aquarellist deutscher Abstammung. Er kam mit seinen Eltern 1830 nach Delft.
Wittkamp war Schüler von Cornelis Ouboter van der Grient und Willem Hendrik Schmidt in Delft, von 1842 bis 1844 Student an der Koninklijke Academie voor Schone Kunsten van Antwerpen bei Gustave Wappers und Nicaise de Keyser.
Wittkamp arbeitete in Delft, Antwerpen von 1842 bis 1848, Delft von 1849 bis 1850 und ab 1851 in Antwerpen. Er unternahm 1853 eine Studienreise durch Frankreich, Italien und die Schweiz.
1872 lebte er vorübergehend in Schiedam und in diesem Jahr wurde seine „Episode uit de Spaanse furie“ auf der Londoner Ausstellung ausgezeichnet.
Er zeigte seine Werke auf den Ausstellungen in Amsterdam, Rotterdam und Den Haag zwischen 1844 und 1880 und Antwerpen zwischen 1852 und 1882.

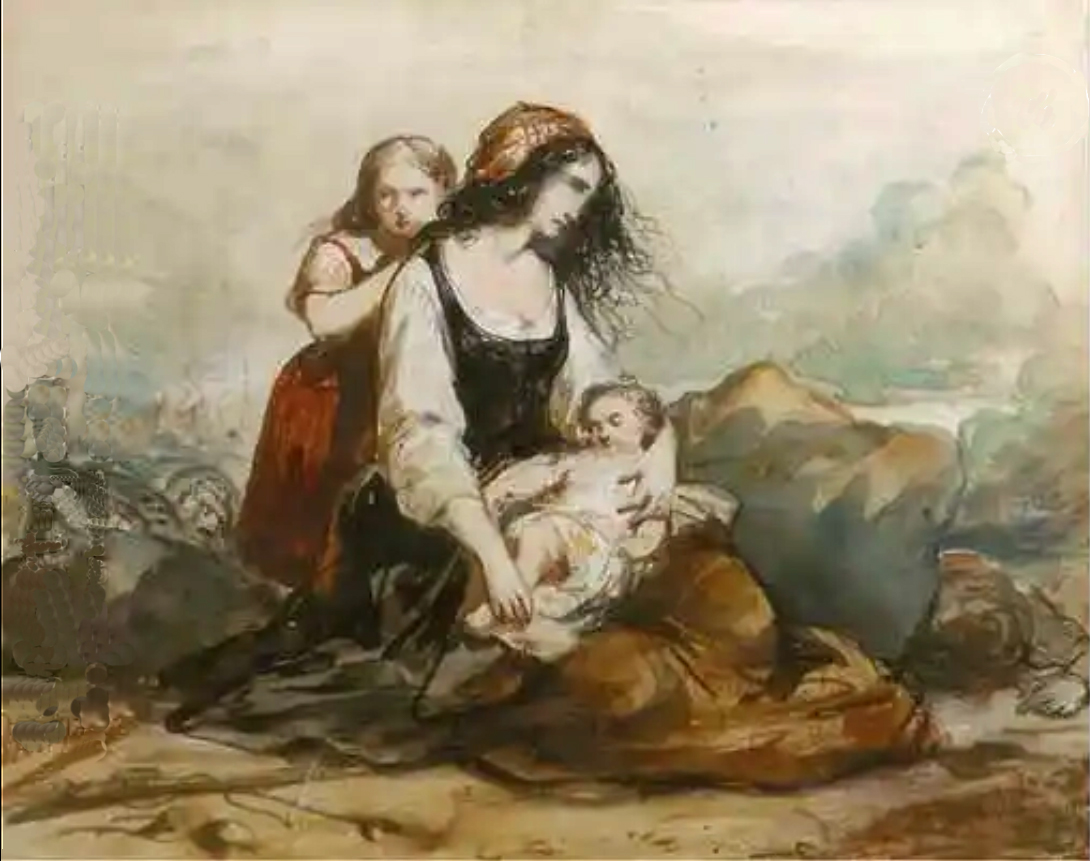
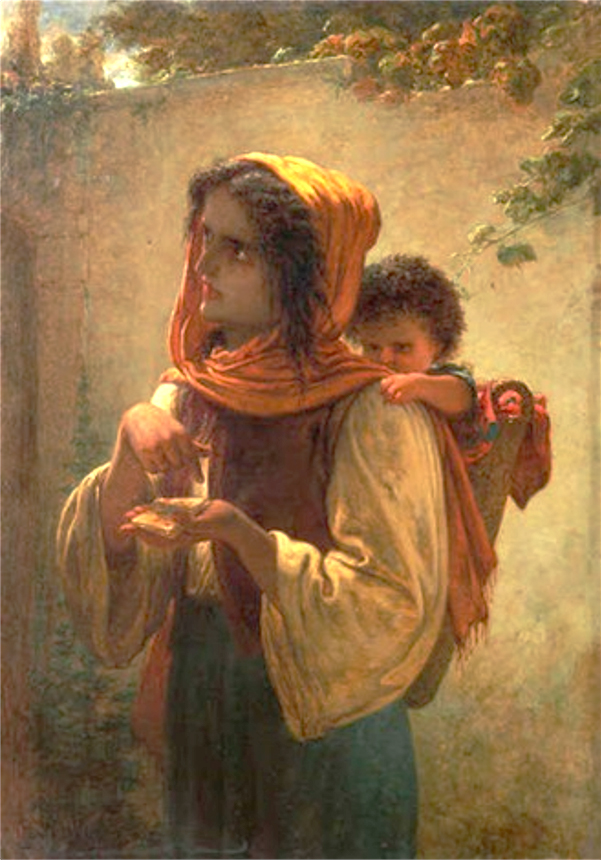
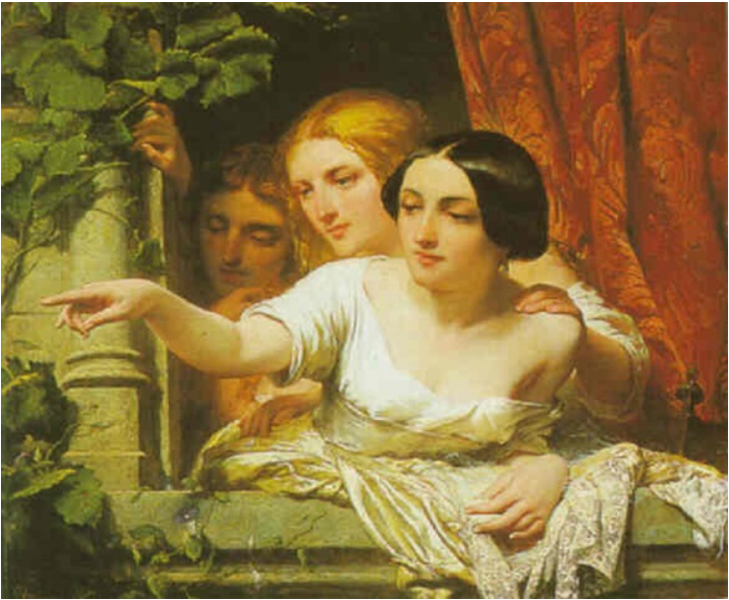
Damen am Fenster (1852)
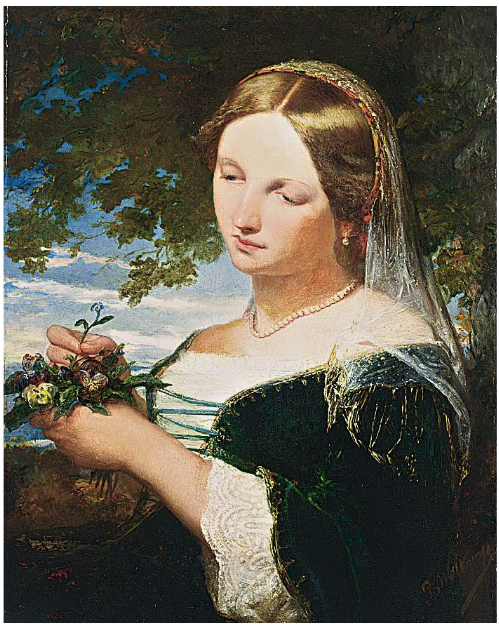